# Marti Malloy
Marti Malloy (Oak Harbor, 23 de junio de 1986) es una deportista estadounidense que compite en judo.
Participó en dos Juegos Olímpicos de Verano en los años 2012 y 2016, obteniendo una medalla de bronce en Londres 2012 en la categoría de –57 kg. En los Juegos Panamericanos de 2015 consiguió una medalla de oro.
Ganó una medalla en el Campeonato Mundial de Judo de 2013 y siete medallas en el Campeonato Panamericano de Judo entre los años 2010 y 2017.

## Palmarés internacional
| Juegos Olímpicos        | Juegos Olímpicos           | Juegos Olímpicos  | Juegos Olímpicos |
| Año                     | Lugar                      | Medalla           | Categoría        |
| ----------------------- | -------------------------- | ----------------- | ---------------- |
| 2012                    | Londres (Reino Unido)      | Medalla de bronce | –57 kg           |
| Campeonato Mundial      |                            |                   |                  |
| Año                     | Lugar                      | Medalla           | Categoría        |
| 2013                    | Río de Janeiro (Brasil)    | Medalla de plata  | –57 kg           |
| Juegos Panamericanos    |                            |                   |                  |
| Año                     | Lugar                      | Medalla           | Categoría        |
| 2015                    | Toronto (Canadá)           | Medalla de oro    | –57 kg           |
| Campeonato Panamericano |                            |                   |                  |
| Año                     | Lugar                      | Medalla           | Categoría        |
| 2010                    | San Salvador (El Salvador) | Medalla de plata  | –57 kg           |
| 2011                    | Guadalajara (México)       | Medalla de plata  | –57 kg           |
| 2013                    | San José (Costa Rica)      | Medalla de plata  | –57 kg           |
| 2014                    | Guayaquil (Ecuador)        | Medalla de oro    | –57 kg           |
| 2015                    | Edmonton (Canadá)          | Medalla de oro    | –57 kg           |
| 2016                    | La Habana (Cuba)           | Medalla de oro    | –57 kg           |
| 2017                    | Ciudad de Panamá (Panamá)  | Medalla de bronce | –57 kg           |